# Aliatypus californicus
Aliatypus californicus är en spindelart som först beskrevs av Banks 1896.  Aliatypus californicus ingår i släktet Aliatypus och familjen Antrodiaetidae. Inga underarter finns listade i Catalogue of Life.

## Bildgalleri

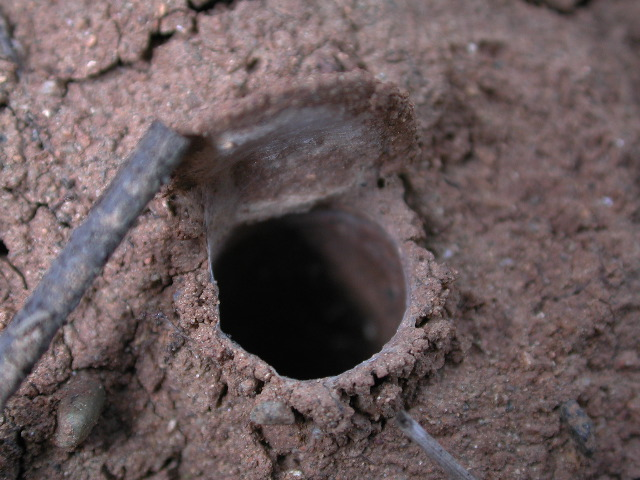